# يوم الملكية العامة

يوم الملك العام هو اليوم الذي فيه تنتهي صلاحية حقوق النشر ويصبح العمل في الملكية العامة. يحدث هذا النقل القانوني للأعمال ذات حقوق النشر إلى الملكية العامة عادةً كل عام في 1 يناير وفقًا لقوانين حقوق النشر الفردية لكل بلد.